# Атлетика на Летњим олимпијским играма 1896 — 100 метара за мушкарце
Такмичење у дисциплини 100 м за мушкарце, на Олимпијским играма 1896. одржано је 6. и 10. априла на стадиону Панатинаико.
Најбољи резултат такмичења и олимпијски рекорд (11,8) у овој дисциплини постигао је Американац Том Берк у квалификационој трци.

## Преглед стања пре игара
Резултати у овој дисциплини износили су 10,4—10,5 (10,8), а поставили су их четворица атлетичара у периоду између 1891. и 1895.. Међутим удаљиност је износила 100 јарди (91,44 метра. Енглески првак (око 100 метара) Алфред Чарлс Бредли 1896, али је био дисквалификован због професионализма. У САД првак је био 23 годишњи Џеферс Бернард, који је доминирао у периоду 1895—97. Клуб за који се такмичио није учествовао на играма. У одсуству насционалног првака профитирао је Том Берк, који је био пријављен за трку на 440 јарди.
Најбоље време међу свим такмичарима имао је Американац Френсис Лејн, који је имао резултат 10,2 на 100 јарди. Најбољи међу Европљанима су Немци Фриц Хофман и Курт Дери (немачки првак 1896), акредитовани оба са 10,4.
Дан пре трке у Атини је пала велика киша, која је од добро натопила стазу, која је била мекана, па су резултати били лошији.
За трку је било пријављено 27 такмичара, али је дванаест одстало, а осталих 15 из 8 земаља су били подељени у три групе од по 5 такмичара. Двојица првопласираних из сваке групе квалификовало се за финале које је било заказано за 10. април.

## Земље учеснице
- Данска (1)
- Француска (1)
- Немачко царство (3)
- Уједињено Краљевство (3)
- Грчка {2}
- Мађарска (1)
- Шведска (1)
- САД (3)

## Рекорди пре почетка такмичења
| Најбољи резултат на свету | 10,8                           | Лутер Кери                     | САД                            |                                | 1895.                          |
| Најбољи резултат на свету | 10,8                           | Алфред Довнер                  | Велика Британија               |                                | 1895.                          |
| Олимпијски рекорд         | први пут на олимпијским играма | први пут на олимпијским играма | први пут на олимпијским играма | први пут на олимпијским играма | први пут на олимпијским играма |

## Освајачи медаља
| Том Берк САД | Фриц Хофман Немачко царство | Алајош Сокољ Мађарска Франсис Лејн САД |

## Нови рекорди после завршетка такмичења
| Олимпијски рекорд | 11,8 | Том Берк | САД | Атина, Грчка | 6. април 1896. |

## Квалификације
Квалификације су одржане у поподневним часовима у понедељак 6. априла. Прва група је стартовала у 15:40, и ушла у историју као прва трка икада одржана на модерним Олимпијским играма.

### Група 1.
Прву трку са бројем 1 у историји Игара повео је другопласирани са првенства Мађарске, Мађар Алајош Сокољ.
Победник групе је био Франсис Лејн (САД). Изненађење је било одустајање немачког првака Дерија који је стартовао превише споро да би то надокнадио и победио, па чак није ни завршио трку.
Старт из чучња (ниски старт) који је од 1888. први усвојио амерички спринтер Чарлс Хичкок Шерил (рођен 1867), амерички првак на 100 метара од свог тренера Мајка Мерфија, техника Јејл универзитета. Овај стил побудио је велику радозналост у Атини, јер европски такмичари нису раније видели спринтера у тој позицији.
| Пласман | Такмичар      | Држава               | Резултат     |
| ------- | ------------- | -------------------- | ------------ |
| 1       | Франсис Лејн  | САД                  | 12,2         |
| 2       | Алајош Сокољ  | Мађарска             | 12,6         |
| 3       | Чарлс Гмелин  | Уједињено Краљевство | непознат     |
| 4       | Алфонс Гризел | Француска            | непознат     |
| 5       | Курт Дери     | Немачко царство      | није заврпио |

### Група 2.
Данац Еуген Шмит, у стази поред победника групе Томаса Кертиса желео је опонашати стартни положај америчких спринтера, међутим није се снашао.
Старт ове групе овековечио је немачки фотограф Алберт Мејер (1857—1924), али је објављена под погрешним називом да се ради о старту финалне трке. У Европи, ове фотографије је објавила Редакција спортског магазина Алгемајне Спорт Цајтунг («Allgemeine Sport Zeitung») у броју од 29. новембра 1896, са свим правима и гарантујући њену тачност. Исти је био и магазин "Sport im Bild" у истој години. И даље остаје неразјашњено зашто су објављивала да је ова слика старт финала.
| Пласман | Такмичар                  | Држава               | Резултат |
| ------- | ------------------------- | -------------------- | -------- |
| 1       | Томас Кертис              | САД                  | 12,2     |
| 2       | Александрос Калкокондилис | Грчка                | 12,8     |
| 3       | Лонстон Елиот             | Уједињено Краљевство | непознат |
| 4       | Еуген Шмит                | Данска               | непознат |
| 5       | Џорџ Маршал               | Уједињено Краљевство | непознат |

### Група 3.
| Пласман | Такмичар         | Држава          | Резултат |
| ------- | ---------------- | --------------- | -------- |
| 1       | Том Берк         | САД             | 11,8 ОР  |
| 2       | Фриц Хофман      | Немачко царство | 12,6     |
| 3       | Фридрих Траун    | Немачко царство | непознат |
| 4-5     | Јоргос Гениматас | Грчка           | непознат |
| 4-5     | Хенрик Шеберг    | Шведска         | непознат |

## Финале
Финале трке одржано је у петак, 10. априла у 14:40 часова.
С обзиром на одусталање Кертиса, у финалу је било пет од шест финалиста. Стартна листа је била: 2. стаза Лејн у 3. Сокољ у 4. Калкокдилис у 5. Берк и 6. Хофман.
| Пласман      | Такмичар                  | Држава          | Резултат       |
| ------------ | ------------------------- | --------------- | -------------- |
|              | Том Берк                  | САД             | 12,0           |
|              | Фриц Хофман               | Немачко царство | 12,2           |
|              | Алајош Сокољ              | Мађарска        | 12,6           |
| Франсис Лејн | САД                       | 12,6            |                |
| 5            | Александрос Калкокондилис | Грчка           | 12,6           |
|              | Томас Кертис              | САД             | није стартовао |

Томас Кертис није наступио у финалу, иако је имао добар резултат у предтакмичењу, јер је тог дана у кратком временском распону требало да наступи и у финалу трке на 100 м препоне, где је освојио прво место.
Тренер у клубу Бостон Атлетик изузео је Кертиса из финала на 100 метара, јер је у овој трци клуб имао фаворита Тома Берка који је у предтакмичењу поставио олимпијски рекорд.